# Lindon Williams
Lindon Williams (* 27. Dezember 1932 in Broaddus, San Augustine County, Texas; † 24. September 1989) war ein US-amerikanischer Politiker (Demokratische Partei).

## Leben
Williams wuchs auf der Farm seiner Familie auf. Er besuchte die Broaddus High School, das South Texas Junior College und studierte an der University of Houston. 1966 wurde er in das Repräsentantenhaus von Texas gewählt, dem er von 1967 bis 1974 angehörte. Von 1975 bis 1985 war er Senator im Senat von Texas. 1984 wurde er zum Senatspräsidenten pro tempore gewählt. Nach seinem Ausscheiden aus dem Senat wurde Williams Friedensrichter im Harris County.
Williams war verheiratet und hatte zwei Söhne.